# Jean-François Bouquet
Jean-François Bouquet était un journaliste musical, animateur de radio et de télévision puis producteur français, née le 14 mai 1953 et mort le 6 janvier 2021.
Il a été animateur de Prohibition sur Radio 7 et de l'émission Les Tympans fêlés sur TF1, puis producteur du magazine musical Perfecto sur la chaîne La Cinq,. Entre 1990 et 1995, il passe à faire la conception, la production et également la voix-off pendant trois ans dans l'émission Giga consacrée particulièrement aux adolescents sur Antenne 2, puis France 2.

## Biographie
Jean-François Bouquet effectue ses études à l’École supérieure de journalisme de Paris et poursuit un long séjour aux États-Unis. Il commence à la radio au début des années 1980 comme attaché de presse chez CBS Records à Paris. Il y rencontre des artistes tels que Toto, Meat Loaf et Trust. Ensuite, il anime Prohibition sur Radio 7 une des premières émissions de hard-rock et métal de la bande FM. Il devient, plus tard, rédacteur en chef de Metal Attack Magazine et animateur de Les tympans fêlés en été 1984 sur TF1, la seule émission de hard rock sur la première chaîne. Dans l'un des numéros de cette émission, il s'entretient avec Malcolm Young et Brian Johnson du groupe AC/DC. Il se consacre, par la suite, entièrement à la production, essentiellement autour de la musique, en commençant par le programme Perfecto sur La Cinq.
Marie-France Brière qui a supervisé les variétés et divertissements sur La Cinq jusqu'à la fin de l'année de 1989, et devenue la nouvelle directrice des programmes jeunesse d'Antenne 2 puis France 2 entre 1990 et 1992, fait appel à Jean-François Bouquet pour produire et concevoir un programme pour les adolescents à l'image de Perfecto, et qui se voulait être concurrent face à l'émission Club Dorothée diffusée sur TF1. Pour se différencier de celle-ci, Jean-François Bouquet décide d'inventer un nouveau concept qui expose à la fois des thèmes éducatifs comme la science, le sport, le cinéma, la musique et les animaux et la diffusion de séries télévisées qui abordent des sujets sensibles touchant particulièrement les adolescents comme les relations amicales et amoureuses ou les comportements à risque (alcool, drogue, sexe…). Il choisit de nommer le programme Giga en s'inspirant de la bande dessinée humoristique Agrippine de Claire Bretécher, dont les personnages utilisent souvent le terme "giga" pour désigner quelque chose de génial, de géant. Pour le générique de l'émission, il opte pour un thème musical interprété en partie en saxophone et sollicite Jean-Paul Goude pour l'élaboration de l'ensemble du générique à partir d'images présélectionnées et de la musique. Il introduit des nouvelles séries, qui sont devenues des succès outre Atlantique, telles que Sauvés par le gong et Le Prince de Bel-Air où l'on découvre pour la première fois Will Smith. Par ailleurs, Jean-François Bouquet a présenté l'émission en voix-off depuis le début de sa diffusion jusqu'au 1er mars 1993. Giga fut nommée à chaque reprise pour les 7 d'or jusqu'en 1995, année d'arrêt de sa transmission.
Il produit d'autres émissions comme Les Enfants de John sur La Cinquième, Tarmac sur Canal J, ou encore Emergency TV sur Fun TV,.
Jean-François Bouquet meurt le 6 janvier 2021 à l'âge de 67 ans, d'une crise cardiaque.